# Markuelia
Markuelia is een fossiel geslacht van wormachtige dieren, die leefden in het Vroeg Cambrium.

## Soorten
Het geslacht kent de volgende soorten:
- Markuelia secunda - Val’kov
- Markuelia hunanensis - Dong and Donoghue
- Markuelia lauriei - Haug et al.
- Markuelia spinulifera - Dong et al., 2010
- Markuelia waloszeki - Dong et al., 2010